# Élisa De Almeida
Élisa De Almeida, född den 11 januari 1998 i Châtenay-Malabry, är en fransk fotbollsspelare.

## Karriär
Élisa De Almeida inledde sin seniorkarriär i Paris FC år 2016. Hon har även spelat för Montpellier innan hon 2021 kontrakterades hon av Paris Saint-Germain. Hon har även representerat det franska damlandslaget där hon debuterade år 2019.